# سفته‌بازی
سفته‌بازی (به فرانسوی: Spéculation) یعنی خرید کالاها یا دارایی‌ها به امید آنکه در کوتاه مدت ارزش بیشتری پیدا کند. سفته‌بازان برخلاف سرمایه‌گذاران بلندمدت، بیشتر به نوسانات قیمت توجه می‌کنند تا ارزش واقعی یک دارایی. آن‌ها از تحلیل‌های فنی و پیش‌بینی‌های کوتاه‌مدت برای تصمیم‌گیری استفاده می‌کنند.
سفته‌بازی می‌تواند در بازارهای مختلفی از جمله سهام، اوراق قرضه، ارز، کالا، املاک و مستغلات و حتی هنر و کلکسیون انجام شود. سفته‌بازان در کنار تاجران، سهام‌دارها و سرمایه‌گذاران، نقش مهمی در اقتصاد بازار ایفا می‌کنند.
نقش اصلی سفته‌بازان، پذیرش ریسک‌هایی است که دیگران از آن می‌ترسند و همچنین تأمین نقدینگی بازار در زمان نیاز است. برای موفقیت در سفته‌بازی، باید توانایی تحلیل بازار، مدیریت ریسک و صبر و حوصله بالایی داشت.
به عبارت ساده‌تر، سفته‌بازی نوعی قمار حساب‌شده است که در آن افراد با امید به کسب سود سریع، ریسک‌های بزرگی را می‌پذیرند. اگرچه این کار می‌تواند سودآور باشد، اما احتمال ضرر نیز بسیار بالا است.

## تاریخچه
با ظهور ماشین سهام تیکر در ۱۸۶۷ که نیاز به حضور فیزیکی بازرگانان در مکان بورس اوراق بهادار را از میان برد، سفته بازی سهام، تا پایان دههٔ ۱۹۲۰ دستخوش توسعه چشمگیری شد. (تعداد سهام‌داران از ۴٫۴ میلیون در ۱۹۰۰ به ۲۶ میلیون در ۱۹۳۲ افزایش یافت)

## سفته‌بازی و سرمایه‌گذاری
چه چیزی سرمایه‌گذاری را از سفته‌بازی و سفته‌بازی را، از سفته‌بازی مفرط، متمایز می‌کند. نظرات متخصصان تفاوت زیادی دارند. برخی می‌گویند که سفته بازی صرفاً نوعِ ریسک‌دارتر سرمایه‌گذاری است. برخی دیگر سفته بازی را به‌طور دقیق‌تر شغل‌هایی که تحت عنوان خرید و فروش کردن تعریف نمی‌شوند، مشخص می‌کنند. کمیسیون معاملات آتی کالا ایالات متحده، سفته باز را به عنوان «تاجری که داد و ستد تأمینی انجام نمی‌دهد بلکه با هدف حصول سود از پیش‌بینی موفق تغییرات قیمت داد و ستد می‌نماید.» دفتر نمایندگی تأکید می‌کند که سفته بازها خدمات مهمی در بازار بعهده دارند، ولی سفته بازی مفرط را برای کارکرد درست بازارهای آتی، مضر تعریف می‌نمایند.
طبق نظر بنجامین گراهام در کتاب "سرمایه‌گذار باهوش"، سرمایه‌گذار تدافعی اولیه "... کسی که عمدتاً به امنیت بعلاوه خلاصی از دردسر تمایل دارد" است. او اذعان می‌کند که: "... بعضی سفته بازی‌ها لازم و گریز ناپذیرند، برای خیلی از موقعیت‌های سهام معمولی، احتمالات عمدهٔ سود و زیان وجود دارد و کسی باید ریسک کند؛ بنابراین خیلی از سرمایه‌گذاران بلند مدت، حتی آنهاییکه می‌خرند و ده‌ها سال نگه می‌دارند، می‌توانند بعنوان سفته باز تلقی شوند، به استثنای تعداد معدودی که ابتداً با درآمد و امنیت سرمایه اولیه تحریک می‌شوند ولی در آخر برای سود نمی‌فروشند.

## مزایای اقتصادی سفته‌بازی

### سطح مصرف پایدار

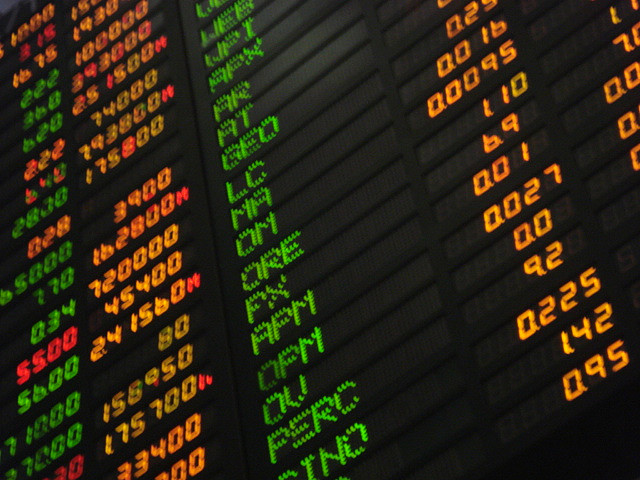
سفته‌بازی اغلب ریسک بیشتری از سرمایه‌گذاری دارد

ویکتور نیدرهوفر سفته‌باز، در «سفته‌باز بعنوان قهرمان» مزایای سفته‌بازی را توصیف می‌نماید:
باید برخی اصول که علل کسری و مازاد و نقش سفته بازها را توضیح می‌دهد را بررسی نماییم. زمانیکه محصول پایین‌تر از آن است که مصرف با سرعت معمولی را جوابگو باشد، سفته بازها، به امید حصول سود از کمیابی، با خرید کردن وارد می‌شوند. خریدهای آنها قیمت و در نتیجه امتحان مصرف را بالا می‌برد برای اینکه عرضه کمتر تدوام می‌یابد. تولیدکننده‌ها که با قیمت‌های بالا تشویق شده‌اند، با بیشتر کردن تولید یا واردات جهت کاهش کمیابی، کمیابی را کمتر می‌کنند. از سوی دیگر زمانیکه قیمت از میزان واقعی که سفته بازها می‌پندارند بالاتر باشد، آنها می‌فروشند و این قیمت‌ها را کاهش می‌دهد که مصرف و صادرات بیشتر را تشویق و به کاهش مازاد کمک می‌کند.
خدمت دیگری که توسط سفته بازها به یک بازار ارائه می‌شود، این است که با در معرض خطر گذاشتن سرمایه خودشان، به امید سود، نقدینگی بازار را افزایش می‌دهند و برای دیگران (شامل آن‌ها که به عنوان تاجران و سهام بازها می‌شود حسابشان کرد) آسان‌تر یا حتی ممکن می‌سازند، که ریسک را جبران نمایند.

### نقدینگی بازار و کفایت
اگر هر بازار خاصی – مثلاً گوشت خوک – سفته‌بازنداشت، آنگاه فقط تولیدکننده‌ها (پرورنده‌های خوک) و مصرف‌کننده‌ها (قصاب‌ها و دیگران) در این بازار حضور داشتند. با بازیگران کمتر در این بازار، فاصله بزرگتری مابین عرضه و تقاضای موجود گوشت‌های گوشت خوک وجود خواهد داشت. هر وارد شوندهٔ جدید در بازار که می‌خواست گوشت‌های خوک معامله نماید، مجبور به قبول یک بازار غیرنقد می‌شد و شاید با قیمت‌هایی با فاصله عرضه–تقاضای بیشتر معامله می‌نمود، یا حتی برای یافتن طرف معامله‌ای جهت فروش یا خرید، دچار مشکل می‌شد.
یک سفته باز کالای مصرفی می‌تواند، از تفاوت نشر بهره‌برداری نماید و در رقابت با دیگر سفته بازها، نشر را کاهش دهد. بعضی مکاتب فکری می‌گویند، که سفته بازها نقدینگی را در یک بازار افزایش می‌دهند و بنابراین یک بازار کارآمد به‌وجود می‌آورند؛ ولی همچنین این نیز صدق می‌کند که هر چقدر سفته باز بیشتری در یک بازار وارد شوند، عرضه و تقاضای واقعی اصلی به‌طور تقلیل یابنده‌ای در قیاس با حجم داد و ستد کم می‌شود و قیمت‌ها می‌تواند تحریف گردد.

### ریسک‌های تحمل
سفته بازها همچنین نقش تحمل خطر خیلی مهمی را بعهده دارند، که برای جامعه سودمند است؛ مثلاً، یک کشاورز احتمال دارد قصد کاشت غله در تکه زمینی بی استفاده داشته باشد؛ ولی جای تاسف دارد که احتمالاً او نخواهد قصدش را عملی کند چرا که نگران است که قیمت، شاید تا فصل برداشت، خیلی پایین بیاید. با فروش پیشاپیش غله‌اش، با یک قیمت معین، به یک سفته باز، کشاورز می‌تواند از خطر قیمت، مصونیت یابد و حال تصمیم به کاشت غله می‌گیرد؛ بنابراین، سفته بازها با اتکا بر ریسک پذیریشان می‌توانند به معنای واقعی تولید را افزایش دهند.

### ریسک‌های محیطی و سایر ریسک‌ها
صندوق‌های سرمایه‌گذاری مشترک که آنالیز اساسی را انجام می‌دهند «به مراتبی بیشتر از سرمایه‌گذاران دیگر احتمال دارد که پیگیر صورت وضعیت‌های یک شرکت باشند» شامل «التزامات اجتماعی یا محیطی موجود در یک بازار یا تجارتخانه ولی نه صریحاً مسئول در ارزش گذاری عددی سنتی یا آنالیز سرمایه‌گذار اصلی» و بنابراین موجب می‌شوند که قیمت‌ها بهتر کیفیت واقعی عملکرد شرکت‌ها را منعکس نمایند.

### کوتاه کردن
فروش استقراضی می‌تواند به عنوان یک «قناری در یک معدن زغال سنگ» عمل نماید، تا اعمال غیرقابل تحمل را زودتر متوقف نماید و در نتیجه خسارات و تشکیل حباب‌های بازار را کاهش دهد.

## اشکالات اقتصادی سفته‌بازی

### نفرین برنده
مزایده‌ها روشی برای کنار گذاشتن سفته‌بازها از یک معامله می‌باشند، ولی می‌توانند اثرات ناخوشایند خود را داشته باشند؛ نفرین برنده را ببینید. نفرین برنده هر چند برای بازارهایی با نقدینگی بالا هم برای خریداران و هم فروشندگان خیلی اهمیت ندارد، چون مزایده برای فروش محصول و مزایده برای خرید محصول همزمان رخ می‌دهد و قیمت‌ها فقط با یک نشر نسبتاً کوچک جدا می‌شوند. این مکانیزم از اینکه پدیدهٔ نفرین برنده موجب به‌وجود آمدن قیمت‌گذاری اشتباه در هر درجه‌ای بزرگتر از نشر شود، جلوگیری می‌نماید.

### حباب‌های اقتصادی
سفته بازی اغلب با حباب‌های اقتصادی مرتبط است. یک حباب زمانی رخ می‌دهد که قیمت یک دارایی از ارزش ذاتی‌اش با سود قابل توجه‌ای بیشتر می‌شود. اگر چه همهٔ حباب‌ها بعلت سفته بازی رخ نمی‌دهند. حباب‌های سفته بازی با گسترش سریع بازار، ناشی از حلقه‌های بازخورد زبانی توصیف می‌شوند، چون صعودهای اولیه در قیمت دارایی خریداران جدید را جذب می‌کند و تورم بیشتری تولید می‌نماید. اضمحلال پرشتاب در پی ایجاد حباب (که عامل آن است) می‌آید. حباب‌های سفته بازی اساساً اپیدمی‌های اجتماعی می‌باشند، که واگیری‌شان را ساختار بازار وساطت می‌نماید. برخی اقتصاد دان‌ها، تغییرات قیمت دارایی در یک حباب را به عوامل اقتصادی عمده مربوط می‌دانند (مثل جریان نقدینه و میزان تخفیف).
در ۱۹۳۶، جان مینارد کینز نوشت: "چون حباب‌هایی در یک جریان یکنواخت کارآفرینی، سفته بازها می‌توانند ضرری نداشته باشند؛ ولی وقتی کسب و کار، حباب در یک گرداب سفته بازی است، وضعیت جدی است. (۱۹۳۶:۱۵۹)" آقای کینز خود از سفته بازی تا آخرین حد لذت برد (با گرداندن یک صندوق سرمایه‌گذاری). به عنوان گنجور کالج کینگ دانشگاه کمبریج، او دو صندوق سرمایه‌گذاری را مدیریت می‌کرد (یکی از آن‌ها صندوق خزانه‌داری نام داشت) و نه تنها در بورس سهام آمریکا (در حال ایجاد) سرمایه‌گذاری کرد و نیز به‌طور دوره‌ای وارد معاملات آتی کالا و ارزهای خارجی شد (البته به مقداری کمتر) (چوا و وودورد ،۱۹۸۳). صندوق او عایدی مثبتی تقریباً در هر سال داشت (به‌طور متوسط ۱۳٪) حتی در رکود بزرگ که در نتیجهٔ روش‌های سرمایه‌گذاری خیلی مدرن، شامل تنوع‌بخشی بازار (مثلاً نه تنها در سهام بلکه در کالاها و ارزها نیز سرمایه‌گذاری کرد) و نیز کوتاه کردن (مثلاً فروش استقراضی یا آتی برای پول درآوردن در قیمت‌های در حالا سقوط که کینز در اصول سرمایه‌گذاری موفق در گزارش ۱۹۳۳ خود از آن طرفداری کرد: "یک موقعیت سرمایه‌گذاری متعادل[...] و در صورت امکان، ریسک‌های متعادل.") بود.

### نوسانات
طبق نظر زیمبا و زیمبا (۲۰۰۷)، خطر پذیری کینز به نسبت‌های «کابوی» رسید (مثلاً ۸۰٪ از سطوح منطقی و قابل توجیه ماکزیمم (با نام شاخص کِلی) با نوسانات عایدی کلی تقریباً سه برابر بزرگتر از مبنای شاخص بازار سهام). این سطوح نوسانات (مسئول عمل سرمایه‌گذاری خاص خودش) امروزه از طریق پرکارترین ابزار قابل دسترسی است (همچون ۳:۱ صندوق‌های معاملات بورس (با تغییر نسبت غیر معین)). او روش‌های سفته بازی مدرن که امروزه توسط صندوق‌های تأمینی انجام می‌پذیرند را برگزید، که با سرمایه‌گذاری بلند مدت خرید و نگهداری ساده کاملاً فرق دارند.
اینکه حضور سفته بازها نوسانات کوتاه مدت را افزایش یا کاهش می‌دهد نقطه‌ای بحث‌انگیز است. داشته‌های آن‌ها از سرمایه و اطلاعات می‌تواند به ثابت شدن قیمت‌ها هر چه نزدیک تر به مقادیر واقعی شان کمک نماید. از سویی دیگر، رفتار جمع و حلقه‌های بازیافت مثبت در شرکت کننده‌های بازار نیز می‌تواند نوسانات را چندین بار افزایش دهد.

## واکنش‌های دولت و مقررات
زیان‌های اقتصادی سفته بازها در گذر زمان به تلاش‌هایی جهت معرفی مقررات و محدودیت‌هایی در فعالیت شده است تا تأثیر سفته بازها را محدود یا کم کند. چنین حقوق مالی اغلب در پاسخ به یک بحران وضع می‌گردند مثل قانون حباب ۱۷۲۰ که توسط دولت بریتانیا در اوج حباب دریای جنوبی تصویب شد تا سعی نماید که سفته بازی را در چنان برنامه‌های متوقف نماید. این قانون بیش از صد سال وجود داشت و در ۱۸۲۵ لغو شد. مثال دیگر قانون شیشه استیگال بود که در ۱۹۳۳ در طول رکود بزرگ در ایالات متحده تصویب شد، خیلی از شروط قانون شیشهٔ استیگال در دهه‌های ۱۹۸۰ و ۱۹۹۰ لغو گشت. بعد از اینکه سفته بازها کنترل بازار را در اوسط دههٔ ۱۹۵۰ گرفتند قانون آتی پیاز معاملات قراردادهای آتی در پیاز را در ایالات متحده ممنوع می‌کند؛ تا تاریخ ۲۰۱۳ باقی می‌ماند.

### امنیت غذایی
برخی کشورها اقدام کرده‌اند که مالکیت خارجی مزارع کشت غلات را محدود نمایند (به منظور تضمین اینکه غذا برای مصرف داخلی در دسترس باشد) در حالیکه بقیه کشورها مزارع را فروخته‌اند و به برنامه جهانی غذا تکیه کرده‌اند.
در ۱۹۳۵ دولت هند قانونی را تصویب نمود که به دولت اجازه می‌داد تا حدی تولید مواد غذایی را محدود و مستقیماً کنترل نماید (قانون دفاع از هند). این قانون شامل سعی برای محدود یا ممنوع نمودن مشتقات مواد غذایی مورد نظر نیز می‌شد. بعد از استقلال (در دههٔ ۱۹۵۰)، هند در کشمکش تأمین غذای جمعیتش بود و دولت به‌طور فزاینده‌ای داد و ستد در زمینهٔ مواد غذایی را محدود می‌نمود. درست در زمانیکه کمیسیون بازارهای رو به جلو (هند) به‌وجود آمد، دولت دریافت که بازارهای غیر اصلی سفته بازی را افزایش دادند که منجر به هزینه‌های افزایش یافته و عدم ثبات قیمت‌ها شد؛ و بالاخره در سال ۱۹۵۳ داشتن اختیارات و معاملات آتی را با هم لغو نمود. این محدودیت‌ها تا دههٔ ۱۹۸۰ برداشته نشد.

### مقررات
در ایالات متحده فقرهٔ زیر از قانون داد- فرانک، ایالات متحده، کمیسیون معامالات آتی، مقرراتی بمنظور محدود کردن سفته بازی در بازارهای فیوچرز با ایجاد محدودیت‌های موقعیت پیشنهاد کرده است. کمیسیون معامالات آتی سه اصل عمده را برای چارچوب قانونی آن‌ها ارائه می‌کند: "اندازه (یا سطوح) محدودیت ها؛ معافیت‌ها از محدودیت‌ها (مثلاً شغل‌های تأمینی) و؛ سیاست گذاری بر حساب‌های زیاد شده بمنظور اعمال محدودیت‌ها. محدودیت‌های پیشنهادی شغل برای ۲۸ کالای فیزیکی که در بورس‌های مختلف در سراسر ایالات متحده معامله می‌شدند اعمال شد.
قسمت دیگر قانونِ داد-فرانک اصل والکر را به‌وجود آورد که با سرمایه‌گذاری‌های سفته بازیِ بانک‌ها که به مشتریان خود سود نمی‌رسانند، سر و کار دارد. اصل والکر که در ۲۱ ژانویه ۲۰۱۰ تصویب شد، اظهار دارد که این سرمایه‌گذاری‌ها نقش عمده‌ای در بحران مالی ۲۰۱۲–۲۰۰۷ داشتند.